# العلاقات البريطانية الفلسطينية
تحتفظ المملكة المتحدة بقنصلية في القدس "تقدم الخدمات العامة وتعزز المصالح البريطانية في القدس و‌الأراضي الفلسطينية". وتذكر وزارة الخارجية والكومنولث أن "دائرة اختصاص القنصلية تغطي القدس (الغربية والشرقية) و‌الضفة الغربية و‌غزة. بالإضافة إلى العمل المتعلق بعملية السلام في الشرق الأوسط والقضايا السياسية الأخرى، تعزز القنصلية أيضًا التجارة بين المملكة المتحدة والأراضي الفلسطينية وتدير برنامجًا للمعونة والعمل التنموي. وتتولى إدارة التنمية الدولية في القدس اساسًا الاضطلاع بهذا الأخير."
ومنذ عام 2018، كانت السلطة الوطنية الفلسطينية ممثلة في لندن بواسطة حسام زملط، المفوض الفلسطيني العام لدى المملكة المتحدة.
تأسست اللجنة البريطانية لجامعات فلسطين من قبل الأكاديميين البريطانيين لدعم الجامعات والطلاب والموظفين الفلسطينيين وتعزيز المقاطعة الأكاديمية لإسرائيل.

## التاريخ
منذ حرب الأيام الستة، تنشط الحكومة البريطانية في التوصل إلى تسوية دبلوماسية للصراع الفلسطيني الإسرائيلي. وقد أثيرت مسألة الدولة الفلسطينية بالفعل في يوليو 1967 بواسطة النائب العمالي بول روز. وأيدت مارغريت تاتشر بصفة عامة اتحاد كونفدرالي أردني فلسطيني وأعربت عن استعدادها للنظر في مشاركة منظمة التحرير الفلسطينية إلى حد ما في هذا الحل.

## إمكانية الاعتراف بفلسطين
في سبتمبر 2011، قالت بريطانيا أنها سوف تعترف بفلسطين كدولة، ولكن فقط بمكانة المراقب غير عضو، بدلاً من العضوية الكاملة في الأمم المتحدة. وفي أكتوبر 2014، مرر مجلس العموم في المملكة المتحدة اقتراحًا يدعو الحكومة إلى الاعتراف بفلسطين كدولة مستقلة. وفي أكتوبر 2014 أيضًا، دعت حكومة اسكتلندا المخولة إلى الاعتراف بفلسطين كدولة مستقلة وأن تفتح المملكة المتحدة سفارة.

## وصلات خارجية
- Palestine Solidarity Campaign
- الشبكة البريطانية الفلسطينية للصداقة والتوأمة